# Бджолоїдкові
Бджолої́дкові (Meropidae) — родина птахів ряду сиворакшоподібних (Coraciiformes).

## Таксономія
Включає 3 роди і 27 видів.
Роди
- Сулавеська бджолоїдка (Meropogon) — 1 вид
- Бджолоїдка (Merops) — 24 види
- Азійська бджолоїдка (Nyctyornis) — 2 види

## Поширення
Бджолоїдки поширені в Південній Європі, Азії, Африці, Австралії та Новій Гвінеї

## Морфологія
Розміри невеликі (вага 50—80 г), забарвлення яскраве з переважанням блакитного або зеленого кольору. Крила довгі, гострі, політ швидкий. Птахи зазвичай мають витягнутий, трохи вигнутий тонкий дзьоб. Ноги короткі, не призначені для пересування по землі.

## Родина у фауні України
В Україні — 2 види:
- Бджолоїдка звичайна (Merops apiaster) — гніздовий птах переважно степової зони та півдня Лісостепу. Гніздиться колоніями по кілька десятків особин по ярах та високих урвищах. У нори відкладає 6—8 яєць. Живиться переважно комахами — шкідниками сільського господарства. Може завдавати шкоди бджільництву, знищуючи бджіл;
- Бджолоїдка зелена (M. persicus) — рідкісний залітний птах степової зони України.